# Mellem gråd og Latter
|  | Denne artikel er oprettet af botten Steenthbot ud fra en ekstern database. Den kan derfor have sproglige fejl eller mangler. Denne skabelon kan fjernes efter kontrol af indholdet. |

Mellem gråd og Latter er en dansk dokumentarfilm fra 2001 instrueret af Jørgen Lorenzen efter eget manuskript.